# Kaneko
Kaneko Seisakusho (яп. 金子制作所), или Kaneko Co. Ltd. (яп. カネコ株式会社), — бывший японский разработчик и издатель компьютерных игр. Компания основана Хироси Канэко в Сугинами, Токио, Япония. Занималась издательством как собственных игр, так и игр сторонних разработчиков.
Последняя игра компании, Gals Panic S3, была выпущена в 2002 году.

## История
Изначально компания занималась разработкой, производством и торговлей электронными машинами, а также производством медицинского оборудования. С 1982 года она также начала разрабатывать игры для Taito Corporation. В 1990 году Kaneko разработала первую игру под собственным брендом.
В апреле 2000 года Kaneko была реструктуризована. Компания вышла из бизнеса компьютерных игр, за исключением поддержки уже выпущенных игр, и переехала в Минато, Токио.
25 июля 2001 года Kaneko подала судебный иск против Hitachi Software Engineering, связанный с использованием аркадной системы NOVA System, с требованием возмещения 1,52 млрд иен убытков.
12 августа 2004 Kaneko подала на банкротство. В 2006 году суд постановил официально закрыть компанию.

## Разработанные аркады

### Игры Taito
- Flying Roller
- Samurai Nipponichi
- Kageki
- Dr. Topple
- Gals Panic (японская версия)

### Игры Kaneko
- Air Buster
- B Rap Boys
- Bakuretsu Breaker
- Blood Warrior
- Bonk's Adventure (аркадная версия)
- Chester Cheetah: Too Cool to Fool
- Chester Cheetah: Wild Wild Quest
- Cyvern: The Dragon Weapons
- DJ Boy
- Fly Boy
- Gals Panic (зарубежная версия)
- Gals Panic II
- Gals Panic 3
- Gals Panic 4
- Gals Panic S Extra Edition
- Gals Panic S2
- Gals Panic S3
- Great 1000 Miles Rally
- Heavy Unit
- Kabuki Z
- The Kung-Fu Master Jackie Chan
- Magical Crystal
- Nexzr
- Panic Street
- Peetan/Pitan (яп. ピータン) (версия для Game Boy от Nippon Columbia)
- Saru Kani Hamu Zou
- Sennou (яп. 線脳)
- Shogun Warriors

### Дизайн в играх
- Jan Jan Paradise
- Jan Jan Paradise 2
- VS Mahjong Otomeryouran

## Другие игры
- Super Star Soldier
- Star Parodier
- Heavy Unit (PC Engine)
- Berlin Wall
- Power Athlete (за пределами Японии известна как Power Moves для Super NES и Deadly Moves для Sega Genesis/Mega Drive).
- Zen-Nippon GT Senshuken
- Silhouette Stories
- Kitty on your lap